# 热斯河畔布洛涅
熱斯河畔布洛涅（法語：Boulogne-sur-Gesse，法語發音：[bulɔɲ syʁ ʒɛs]）是法国上加龙省的一个市镇，属于圣戈当区。

## 地理
热斯河畔布洛涅（43°17'22"N, 0°38'41"E）面积24.73 平方千米，位于法国奧克西塔尼大區上加龙省，该省份为法国西南部内陆省份，西南端与西班牙接壤，自此顺时针与上比利牛斯省、热尔省、塔恩-加龙省、塔恩省、奥德省和阿列日省接壤。
与热斯河畔布洛涅接壤的市镇（或旧市镇、城区）包括：拉拉讷、泰尔姆马尼奥阿克、布拉让、让萨克德布洛涅、蒙迪扬、佩吉扬、圣佩代尔博斯克、拉拉讷阿尔凯、蒙达斯塔拉克。

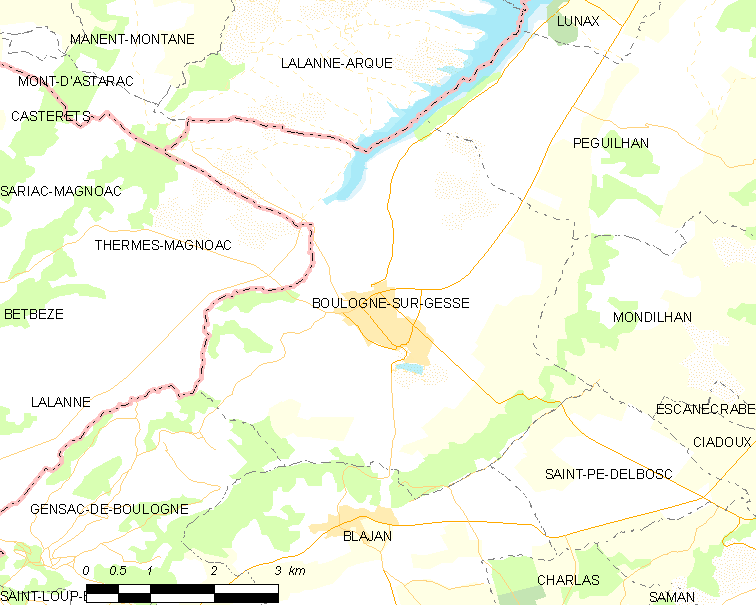
热斯河畔布洛涅的OSM定位图

热斯河畔布洛涅的时区为UTC+01:00、UTC+02:00（夏令时）。

## 行政
热斯河畔布洛涅的邮政编码为31350，INSEE市镇编码为31080。

## 政治
热斯河畔布洛涅所属的省级选区为圣戈当县。

## 人口

1962-2008年间热斯河畔布洛涅人口变化图示

热斯河畔布洛涅于2022年1月1日时的人口数量为1658人。